# Elise (Vorname)
Elise (auch Elize, Élise) ist ein weiblicher Vorname.

## Herkunft, Namensformen und Verwendung
Elise ist eine Kurzform von Elisabeth (siehe dort zu Bedeutung). Die Namensvariante gehörte bis um das Jahr 1900 zu den beliebteren Vornamen im deutschen Sprachraum, ging in den folgenden Jahrzehnten aber zugunsten der ähnlichen Namen Elsa, Else und Ilse an Häufigkeit zurück, bis er um 1930 aus der Statistik der 200 häufigsten Vornamen herausfiel.
Elise/Elize sind ebenfalls im englischen Sprachraum als jeweilige Varianten von Elisabeth/Elizabeth verbreitet. Élise ist die französische Namensvariante.

## Bekannte Namensträgerinnen

### Elise
- Elise Allram (1826–1861), österreichische Schauspielerin
- Elise Augustat (1889–1940), deutsche Politikerin (KPD)
- Elise Aulinger (1881–1965), deutsche Volksschauspielerin
- Elise Aun (1863–1932), estnische Schriftstellerin
- Elise Averdieck (1808–1907), deutsche Schriftstellerin, Schulleiterin und Stifterin
- Elise Bach  (1852–1932), österreichische Schauspielerin
- Elise Bake (1851–1928), deutsche Schriftstellerin
- Elise Barensfeld (1796–nach 1820), deutsche Sängerin
- Elise Bartels (Frauenrechtlerin) (1862–1940), deutsche Frauenrechtlerin und Bürgerschaftsabgeordnete in Lübeck
- Elise Bartels (Politikerin) (1880–1925), deutsche Politikerin (SPD), MdR
- Elise Bauman (* 1990), kanadische Schauspielerin
- Elise Baumgartel (1892–1975), deutsche Ägyptologin
- Elise Beck (1855–1912), deutsche Schriftstellerin und Heimatdichterin
- Elise Bethge-Truhn (1838–1889), deutsche Schauspielerin und Schriftstellerin
- Elise Beuer (1861/63–nach 1908), deutsche Opernsängerin (Mezzosopran, Sopran)
- Elise Bjørnebekk-Waagen (* 1990), norwegische Politikerin
- Elise Blenker (1824–1908), deutsche Revolutionskämpferin
- Elise Blumann (1897–1990), deutsch-australische Malerin
- Elise Braun Barnett (1904–1994), österreichisch-amerikanische Pianistin und Montessoripädagogin
- Elise Breuer (1872–nach 1914), deutsche Opernsängerin (Sopran)
- Elise Brunner (1851–1932), deutsche Malerin und Grafikerin
- Elise Bürger (1769–1833), deutsche Schriftstellerin und Schauspielerin
- Elise Capitain (1820–1895), deutsche Opernsängerin (Sopran)
- Elise Chabbey (* 1993), Schweizer Radrennfahrerin
- Elise Christie (* 1990), britische Shorttrackerin
- Elise Collier (* 1998), australische Sportschützin
- Elise Cowen (1933–1962), US-amerikanische Dichterin
- Elise Cranny (* 1996), US-amerikanische Leichtathletin
- Elise Czabon (1801–1866), österreichische Opernsängerin (Mezzosopran)
- Elise Thérèse Daiwaille (1814–1881), niederländische Malerin und Lithografin
- Elise Daimler (1875–1956), deutsche Malerin und Grafikerin
- Elise Dosenheimer (1868–1959), deutsch-amerikanische Literaturwissenschaftlerin und Frauenrechtlerin
- Elise Eberle (* 1993), US-amerikanische Schauspielerin und Model
- Elise Ewert (1886–1940), deutsche Übersetzerin und Widerstandskämpferin
- Elise Egloff (1821–1848), Schweizer Kindermädchen und „Professorengattin“
- Elise Ekke (1877–1957), deutsche Politikerin (DDP)
- Elise Elizza (1868–1926), österreichische Opernsängerin (Sopran)
- Elise Fichtner (1809–1889), österreichische Schauspielerin
- Elise Fincke (1872–1948), deutsche Politikerin (DDP)
- Elise Fink (1863–1939), plattdeutsche Dichterin und Schriftstellerin
- Elise Flindt (1810–1886), deutsche Schauspielerin
- Elise Fontane (1838–1923), jüngste Schwester Theodor Fontanes
- Elise Frösslind (1793–1861), schwedische Opernsängerin
- Elise Garnerin (1791–1853), Ballonfahrerin und Fallschirmspringerin
- Elise Gleichmann (1854–1944), deutsche Volkskundlerin
- Elise Haas (1878–1960), deutsche Lyrikerin
- Elise Hampel (1903–1943), deutsche Widerstandskämpferin
- Elise Hannemann (1849–1934), deutsche Ernährungsphysiologin und Kochlehrerin
- Elise Henle (1831/32–1892), deutsche Schriftstellerin
- Elise Friederike Hensler (1836–1929), Opernsängerin (Sopran), 2. Ehefrau von Ferdinand II. von Portugal
- Elise Heß (1898–1987), deutsche Hebamme und Widerstandskämpferin
- Elise Hofmann (1889–1955), österreichische Paläobotanikerin und Lehrerin
- Elise Hofmann-Bosse (1880–1954), deutsche Bibliothekarin
- Elise von Hohenhausen (1789–1857), deutsche Schriftstellerin und Salonnière
- Elise von Hohenhausen (1812–1899) (verehelicht Elise Rüdiger), deutsche Schriftstellerin und Salonnière
- Elise Honegger (1839–1912), schweizerische Frauenrechtlerin
- Elise von Hopffgarten (1869–1937), deutsche Autorin
- Elise van der Horst (* 1982), niederländische Sängerin
- Elise Hoyer (1852-unbekannt), böhmische Zeitungsgründerin
- Elise Hunziker (1860–1935), schweizerische Malerin
- Elise Höfler (1912–1991), schweizerisch-deutsche Flüchtlingshelferin
- Elise Kellond-Knight (* 1990), australische Fußballspielerin
- Elise Kesselbeck (1870–1956), deutsche Politikerin (SPD, KPD) und Frauenrechtlerin
- Elise von Keudell (1867–1952), deutsche Pädagogin
- Elise Klingemann (1785–1862), deutsche Theaterschauspielerin und -leiterin
- Elise Krinitz (1825–1896), deutsche Schriftstellerin
- Elise Kutscherra de Nyß (1867–1945), preußische Opernsängerin (Sopran)
- Elise L’Esperance (1878–1959), US-amerikanische Onkologin
- Elise Laverick (* 1975), britische Ruderin
- Elise Lensing (1804–1854), deutsche Näherin und Gönnerin Hebbels
- Elise Mahler (1856–1924), deutsche Malerin, Grafikerin und Fotografin
- Elise Meitner (1878–1968), österreichische Kernphysikerin
- Elise Mertens (* 1995), belgische Tennisspielerin
- Elise Müller (1782–1849), deutsche Pianistin und Komponistin
- Elise Polko (1823–1899), deutsche Dichterin und Sängerin
- Elise Reifenberg-Hirschmann, echter Name der deutschen Schriftstellerin und Journalistin Gabriele Tergit (1894–1982)
- Elise Ransonnet-Villez (1843–1899), österreichische Malerin
- Elise Reimarus (1735–1805), deutsche Schriftstellerin und Salonnière
- Elise Reindahl (1779–1825), deutsche Dichterin und Schriftstellerin
- Elise Richter (1865–1943), österreichische Romanistin und Universitätsprofessorin
- Elise Riesel (1906–1989), österreichisch-sowjetische Sprachwissenschaftlerin
- Elise Ringen (* 1989), norwegische Biathletin
- Elise Ruepp (1790–1873), schweizerische Pädagogin
- Elise Aylen Scott (1904–1972), kanadische Schriftstellerin
- Elise Sommer (1761–1836), deutsche Schriftstellerin und Dichterin
- Elise Stefanik (* 1984), US-amerikanische Politikerin
- Elise Steininger (1854–1927), österreichische Radsportpionierin
- Elise Amalie Struve (1824–1862), deutsche Revolutionärin und Schriftstellerin
- Elise Tilse (1910–2005), Kunstamtsleiterin in Berlin
- Elise Thorsnes (* 1988), norwegische Fußballspielerin
- Elise Vollène, französische Schriftstellerin
- Elise Wattendorf (* 1961), schweizerische Leichtathletin
- Elise Wysard-Füchslin (1790–1863), schweizerische Kunstmalerin und Radiererin
- Elise Zöllner (1810–1862), österreichische Sängerin und Schauspielerin

### Élise
- Élise Bussaglia (* 1985), französische Fußballspielerin
- Élise Caron (* 1961), französische Schauspielerin und Sängerin
- Élise Delzenne (* 1989), französische Radrennfahrerin
- Élise Deroche (1882–1919), französische Pilotin
- Élise Freinet (1898–1983), französische Künstlerin und Reformpädagogin
- Élise Pellegrin (* 1991), französisch-maltesische Skirennläuferin
- Élise de Perthuis (1800–1880), französische Salonière
- Élise Pottier (* 1978), französische Sängerin und Schauspielerin.
- Élise Rivet (1890–1945), französische Ordensschwester und Mitglied der Résistance
- Élise de Vère (1879–20. Jahrhundert), englisch-französische Schauspielerin

### Elize
- Elize Cawood († 2020), südafrikanische Schauspielerin
- Elize Ryd (* 1984), schwedische Sängerin, Komponistin und Tänzerin
- Elize Secomandi Maia (* 1984), brasilianische Beachvolleyballspielerin

## Namensträger

### Elise
- Elise Fécamps, Pseudonym des britischen Schriftstellers John Creasey (1908–1973)
- Elise Leapai (* 1979), australisch-samoanischer Boxer im Schwergewicht

### Elisée
- Elisée Bouny (1872–1900), französischer Mediziner und Physiologe

### Élisée
- Élisée Maclet (1881–1962), französischer Maler
- Élisée Reclus (1830–1905), französischer Geograph und Anarchist

## Benennung von Werken, Objekten und Orten
Das 1810 entstandene Klavierstück Für Elise von Ludwig von Beethoven wurde unter diesem Namen ab 1865 bekannt, nachdem der Musikwissenschaftler Ludwig Nohl das Autograph Beethovens veröffentlichte. Wem das Stück gewidmet war, ist weiterhin unbekannt, als Empfängerin der Widmung werden Therese Malfatti und Elisabeth Röckel vermutet; nach weiteren Theorien kommen zudem Elise Barensfeld sowie Elise Schachner in Betracht.
Nach dem Frauennamen wurden verschiedene meist geographische Objekte im deutschsprachigen Raum benannt, so gibt es etwa: Elisenau, Elisenbad, Elisenbrunnen, Elisendorf, Elisenfels, Elisengarten, Elisenhain, Elisenheim, Elisenhof, Elisenhöhe, Elisenthal, Elisentreppe und Elisenturm. Der Elisenlebkuchen ist eine Bezeichnung für besonders feinen Oblatenlebkuchen.